# Acrocercops mantica
Acrocercops mantica là một loài bướm đêm thuộc họ Gracillariidae. Nó được tìm thấy ở Trung Quốc (Quảng Đông), Hồng Kông, Ấn Độ (Meghalaya), Indonesia (Java), Nhật Bản (Tusima, quần đảo Ryukyu, Honshū, Shikoku, Kyūshū), Hàn Quốc và Nepal.
Sải cánh dài 7.8-10.2 mm.
Ấu trùng ăn Castanopsis cuspidata, Castanopsis lamontii, Castanopsis sieboldii và Castanopsis tribuloides. Chúng ăn lá nơi chúng làm tổ.